# Miyako (Fukuoka)
Miyako (みやこ町, Miyako-machi) est un bourg du district de Miyako, dans la préfecture de Fukuoka, au Japon.

## Géographie

### Démographie
Au 1er août 2014, la population de Miyako s'élevait à 20 469 habitants répartis sur une superficie de 151,28 km2.